# Jules Sagot
Pour les articles homonymes, voir Sagot.
Jules Sagot est un comédien, auteur et metteur en scène français né le 21 septembre 1989 à Geffosses, dans la Manche.

## Biographie
Jules Sagot prend des cours de théâtre dès l'âge de 8 ans, à Coutances. Il est diplômé de l'École nationale supérieure de théâtre de Bordeaux en 2013.

## Carrière
Il tient son premier rôle au cinéma la même année, dans le film Tu seras un homme de Benoît Cohen. Un rôle qui lui vaut d'être pré-nommé pour le César du Meilleur espoir masculin 2014.
Entre 2015 et 2020, il incarne le personnage de Sylvain Ellenstein dans la série Le Bureau des Légendes diffusée sur Canal+.
Il est par ailleurs membre du collectif de théâtre Les Bâtards Dorés avec Romain Grard, Lisa Hours, John Kaced, Christophe Montenez de la Comédie-Française, Manuel Severi et Lucien Valle.

## Filmographie

### Cinéma

#### Longs métrages
- 2013 : Tu seras un homme de Benoît Cohen : Théodore
- 2016 : Lichtes Meer (de) de Stefan Butzmühlen : Jean
- 2018 : La Belle et la Belle de Sophie Fillières : Un copain à la fête
- 2018 : Je ne suis pas un homme facile d'Éléonore Pourriat : L'homme dans le film La Méprise
- 2020 : #Jesuislà d'Éric Lartigau : Ludo Lucas
- 2021 : Le Monde après nous de Louda Ben Salah-Cazanas : le bobo de l'altercation
- 2023 : Ma France à moi de Benoît Cohen : Jules
- 2024 : Un Noël en famille de Jeanne Gottesdiener : David Lamarre

#### Courts métrages
- 2009 : Rester seule mais avec qui ? d'Anne Grall-Sabatier
- 2010 : Anatomie des songes d'Arnaud Hallet : Ascanio
- 2016 : Demain c'est loin de Capucine Lespinas : Jules
- 2017 : Chougmuud de Cécile Telerman : Gilles
- 2018 : La Vie de jeune fille de Pauline Loquès : Martin
- 2019 : Fin de règne de Théo Comby Lemaitre : Adrien
- 2020 : La Fin des rois de Rémi Brachet : l'intervenant
- 2021 : L'Homme silencieux de Nyima Cartier : Pierre (voix)
- 2021 : Pas le temps de Camille Lugan : Tom

### Télévision

#### Séries télévisées
- 2015-2020 : Le Bureau des légendes : Sylvain Ellenstein
- 2018 : Il était une seconde fois (mini-série) de Guillaume Nicloux, épisode 1 Ne me quitte pas : un policier
- 2021 : Hashtag Boomer : Raoul
- 2021 : The Last Night (mini-série) de Marine Colomiès : inspecteur
- 2023 : Septième Ciel d'Alice Vial : Alban
- 2023 : Piste noire (mini-série) de Fred Grivois : Baptiste Monfort
- 2024 : Machine : Franck

### Doublage
- 2021 : Black Widow : ? ( ? )
- 2021 : La Ruse : Ian Fleming (Johnny Flynn)

## Théâtre
- 2011 : Silence, Théâtre La Bruyère
- 2013 : Machine Feydeau de Georges Feydeau, mise en scène Yann-Jöel Collin, La Cartoucherie
- 2014 : Tristan, mise en scène d'Éric Vigner, Théâtre de Lorient
- 2014 : Mort d'un commis voyageur d'Arthur Miller, mise en scène de Claudia Stavisky, Théâtre des Célestins à Lyon
- 2015 : L'Illusion comique de Pierre Corneille, mise en scène d'Éric Vigner, Théâtre de Lorient
- 2017 : Méduse, texte, conception et mise en scène Les Bâtards dorés, Prix du jury et du public au Festival Impatience 2017, Festival d’Avignon 2018
- 2017 : Lorenzaccio d'Alfred de Musset, mise en scène Catherine Marnas, La Cartoucherie
- 2019 : Cent millions qui tombent de George Feydeau, mise en scène Les Bâtards dorés, Théâtre de la Cité à Toulouse
- 2020 : Après la fin de Dennis Kelly, mise en scène Maxime Contrepois,Théâtre de la Cité internationale
- 2020 : Mithridate de Racine, mise en scène Éric Vigner)
- 2023 : Le Rouge et le Noir de Stendhal, mise en scène Catherine Marnas
- 2024 : La Mouette d'Anton Tchekhov, mise en scène Stéphane Braunschweig,Théâtre de l'Odéon